# پنج دلار در روز
پنج دلار در روز یا روزی پنج دلار (به انگلیسی: Five Dollars a Day) فیلمی محصول سال ۲۰۰۸ و به کارگردانی نایجل کول است. در این فیلم بازیگرانی همچون کریستوفر واکن، آلساندرو نیوولا، آماندا پیت، شارون استون، پیتر کایوتی و دین کین ایفای نقش کرده‌اند.